# Дзета Девы
Дзета Девы (лат. ζ Virginis), 79 Девы (лат. 79 Virginis), HD 118098 — тройная звезда в созвездии Девы на расстоянии приблизительно 76 световых лет (около 23,3 парсек) от Солнца. Возраст звезды определён как около 674 млн лет.

## Характеристики
Первый компонент (WDS J13347-0036A) — белая звезда спектрального класса A2Van, или A2V, или A2, или A3V. Визуальная звёздная величина звезды — +3,37m. Масса — около 1,945 солнечной, радиус — около 2,4 солнечного, светимость — около 17,4 солнечных. Эффективная температура — около 8067 K.
Второй компонент — коричневый карлик. Масса — около 17,35 юпитерианской. Удалён в среднем на 1,945 а.е..
Третий компонент (WDS J13347-0036B) — красный карлик спектрального класса M4-M7. Визуальная звёздная величина звезды — +10m. Масса — около 0,168 солнечной. Орбитальный период — не менее 124 лет. Удалён на 1,8 угловой секунды (не менее 24,9 а.е.).

## Описание
Дзета Девы имеет собственное имя Хезе, происхождение которого остаётся невыясненным. На ночном небе видна невооружённым глазом, находится примерно в половине градуса к югу от небесного экватора.
Дзета Девы располагается в главной последовательности звёзд, имея спектральный класс A3V, свидетельствующий о термоядерной реакции водорода в области ядра. Энергия, получаемая в ходе реакции, разогревает верхнюю оболочку звезды до температуры 8247K, придавая дзете Девы белый оттенок звезды типа A.
В 2010 году был обнаружен спутник звезды, Дзета Девы B. Точные орбитальные элементы определены не были, так как объект не наблюдался в течение продолжительного времени. Тем не менее, по предварительным оценкам пара находится на орбите со средним разносом не менее 24,9 а.е. и эксцентриситетом 0,16 и более. Их сидерический период составляет как минимум 124 года. Указанный спутник может быть красным карликом, что объясняет наблюдаемый поток рентгеновских лучей из этой системы.